# 蔡乾釜
蔡乾釜（1544年—？），字宜享，福建漳州府龍溪縣人，民籍，明朝政治人物。

## 生平
嘉靖四十三年（1564年）甲子科福建鄉試第九名，萬曆二年（1574年）甲戌科會試第九十四名，登二甲第二十四名進士。

## 家族
曾祖蔡棟；祖父蔡爟；父蔡琛。母張氏。严侍下。